# Charles Roulet
Pour les articles homonymes, voir Roulet.
Charles Roulet, né le 25 juin 1814 à Yverdon et mort le 22 janvier 1876 à Lausanne, est une personnalité politique suisse.

## Biographie
De confession protestante, originaire d'Yverdon, Charles Roulet est le fils de Frédéric Emmanuel Roulet, négociant, et d'Elisabeth Steiger. Il est le cousin de Jules Roulet, qui sera Conseiller national. Il reste célibataire. Il est agent voyer et sous-inspecteur des bâtiments du district de Lausanne entre 1867 et 1873. Franc-maçon, il est membre de la loge Espérance et Cordialité et l'un des frères fondateurs de la loge Liberté en 1871.

### Carrière politique
Membre du Parti radical-démocratique, Charles Roulet est député au Grand Conseil vaudois de 1849 à 1867. Il est en parallèle Conseiller d'État dès 1852 ; il y dirige successivement les départements de justice et police (1852-1854), de l'intérieur (1855-1856), militaire et des travaux publics (1857-1858), des finances (1859-1860) et, à nouveau, de justice et police (1861-1862) ; il est le vice-président du Conseil d'État en 1858. Il est en outre membre en 1861 de l'assemblée constituante nommée pour réviser la Constitution vaudoise,.